# Extended Play (album Ladytron)
Extended Play - to dwie płyty EP CD/DVD kompilacji brytyjskiego zespołu Ladytron. Kompilacja zawiera niepublikowane remiksy i wyłączne UK B-sides, a także 35-minutowy bonus DVD.

## Lista utworów

### CD
1. "High Rise" (Club mix)
2. "Nothing to Hide"
3. "Weekend" (James Iha mix)
4. "Sugar" (Jagz Kooner mix)
5. "Citadel"
6. "Destroy Everything You Touch" (Catholic version)
7. "Tender Talons"
8. "Last One Standing" (Shipps & Tait mix)

### DVD
1. "Destroy Everything You Touch"
2. "Sugar"
3. "Pewnego razu na Wschodzie: Ladytron w Chinach"

(Uwaga: "USA vs. White Noise" odbywa się w całości na koniec)